# Globe (zespół muzyczny)
globe (jap. グローブ gurōbu) – japoński zespół wykonujący muzykę z pogranicza popu, rocka i muzyki elektronicznej, założony w 1995 roku przez producenta muzycznego, Tetsuyę Komuro, a oprócz niego w skład grupy wchodzili Keiko Yamada i Marc Panther.
Są jednymi z artystów z największą liczbą sprzedanych wydawnictw muzycznych w Japonii. W 2002 roku, na krótko, jako muzyk koncertowy, dołączył do grupy Yoshiki, założyciel i perkusista zespołu X Japan, jednak odszedł z niej tego samego roku. Zespół dwukrotnie był w stanie zawieszenia działalności muzycznej, w 2007 i 2011 roku.

## Dyskografia

### Albumy studyjne i minialbumy[3]
- 1996: globe
- 1997: FACES PLACES
- 1998: Love Again
- 1998: Relation
- 2001: outernet
- 2002: Lights
- 2002: Lights 2
- 2003: Level 4
- 2005: globe2 Pop/Rock
- 2006: maniac
- 2006: new deal